# Liste von Persönlichkeiten der Stadt Creglingen
Diese Liste von Persönlichkeiten der Stadt Creglingen zeigt die Bürgermeister, Ehrenbürger, Söhne und Töchter der Stadt Creglingen und deren Stadtteile (Archshofen, Blumweiler, Craintal, Finsterlohr, Frauental, Freudenbach, Münster, Niederrimbach, Oberrimbach, Reinsbronn, Schmerbach und Waldmannshofen), sowie weitere Persönlichkeiten, die mit Creglingen verbunden sind. Die Liste erhebt keinen Anspruch auf Vollständigkeit.

## Bürgermeister
Folgende Personen waren Bürgermeister von Creglingen:
- 1964–1988: Helmut Bauer
- 1988–1998: Werner Fifka
- 1998–2010: Hartmut Holzwarth (CDU) – 1998 wurde er mit 53,1 Prozent zum Bürgermeister der Stadt Creglingen gewählt. 2006 wurde er mit 97,8 Prozent wiedergewählt.
- Seit 2010: Uwe Hehn

## Ehrenbürger
Folgenden Personen, die sich in besonderer Weise um das Wohl oder das Ansehen der Kommune verdient gemacht haben, verlieh die Stadt Creglingen das Ehrenbürgerrecht:
- Ernst Stuhlinger (* 19. Dezember 1913 in Niederrimbach; † 25. Mai 2008 in Huntsville, Alabama), Physiker und Raketenpionier, 1962 zum Ehrenbürger Niederrimbachs ernannt[1]
- Albert Krämer († 2020), ehemaliger Schulleiter der Realschule Creglingen, seit Ende der 1980er Jahre bis zu seinem Tode engagierter Fürsprecher des Jüdischen Museums Creglingen, Verleihung der Ehrenbürgerwürde Creglingens im Sommer 2008[2]

## Söhne und Töchter der Stadt
Folgende Personen wurden in Creglingen (bzw. in einem Stadtteil des heutigen Stadtgebiets von Creglingen) geboren:

### 15. Jahrhundert
- Wilhelm Ziegler (~1480–1543), Maler und Kartograf

### 18. Jahrhundert
- Alexander Macco (1767–1849), Porträt- und Historienmaler
- Gustav Vorherr (1778–1847), Architekt und Volkswirt, Königlich Bayerischer Baurat, prägte u. a. nachhaltig die Dorfverschönerung und Landesentwicklung in Bayern

### 19. Jahrhundert
- Carl Ochs (1812–1873), evangelischer Missionar in Indien
- Georg Bernhard Schifterling (1815–1880), Tagelöhnersohn, evangelischer Pfarrer, anschließend Autor und Herausgeber erster sozialrevolutionärer Schriften in Ulm, 1848/49 Revolutionsführer in Baden und Württemberg, anschließend verurteilt und Flucht in die Schweiz, später in die USA, Teilnahme an den Sezessionskriegen auf der Seite der Unionisten
- Wolfgang Christian Weidner (1825–unbekannt), württembergischer Oberamtmann
- Rudolph Leipprand (1829–1901), geboren in Lichtel, Kaufmann und Abgeordneter
- Julius Leipprand (1830–1899), geboren in Lichtel, Oberamtmann
- Georg Pflüger (1835–1896), Reichstagsabgeordneter
- Johann Wendelin Braunwald (1838–1889), Architekt
- Albert von Pfister (1839–1907), geboren in Münster, württembergischer Generalmajor und Schriftsteller
- Wilhelm Michler (1846–1889), Chemiker
- Hermann Stern (1866–1933), Holocaustopfer
- Georg Stahl (1895–1971), Politiker

### 20. Jahrhundert
- Friedrich Berger (1901–1975), Pädagoge und Philosoph
- Manfred Zuleeg (1935–2015), Rechtswissenschaftler
- Friedrich Teja Bach (* 1944), Kunsthistoriker und Hochschullehrer
- Manfred Hollenbach (* 1946), Politiker (CDU), Landtagsabgeordneter
- Helmut Böttiger (* 1956), Schriftsteller, Literaturkritiker und Essayist
- Wolfgang Reimer (* 1956), Regierungspräsident des Regierungsbezirks Stuttgart
- Dieter Ohr (* 1960), Politik- und Sozialwissenschaftler
- Detlef Budig (* 1967), Hörfunkmoderator und Medienberater

## Weitere mit Creglingen in Verbindung stehende Personen

### 17. Jahrhundert
- Philipp Gundling (1636–1691), Burggraf zu Lichtel-Finsterlohr[3]

### 20. Jahrhundert
- Während der NS-Zeit ermordete Einwohner (1933–1945): Die während der Zeit des Nationalsozialismus von 1933 bis 1945 ermordeten Einwohner von Creglingen werden in den Artikeln der jüdischen Gemeinden Archshofen und Creglingen erwähnt.